# 花莲铁苋菜
花莲铁苋菜（学名：Acalypha suirenbiensis）为大戟科铁苋菜属下的一个种。

## 扩展阅读
- 維基物種上的相關：花莲铁苋菜